# 法案
法案（英語：Bill）又稱法律（草）案、條例（草）案，是法律在通過之前遞交議會審議的形式，三讀通過後即成為法律的一部分。在大部分政治體制中，法案還必須由行政首長或國家元首簽署同意方能正式生效。如其不同意，可以運用否決權否決之；但部分國家或地區如議會再以絕大多數通過，法案即自動生效。
法案通過後即成為法律（英文Act或Law），對政府有約束力；而議案是議會要求政府進行某些行動的討論案，沒有約束力。即使議會通過了議案，政府也不一定要照辦。

## 外部連結
- 香港立法會 法案委員會 （页面存档备份，存于）

1. ↑  . 全國法規資料庫.   [2025-07-04]. （原始内容存档于2025-04-14） （中文（臺灣））.